# Васта, Пьетро Паоло

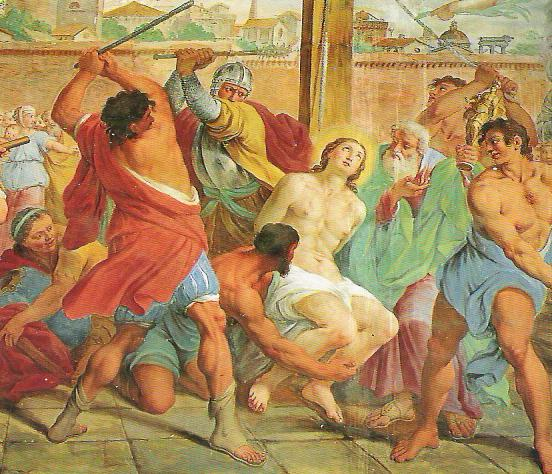
Пьетро Паоло Васта Мученичество св. Себастьяна, Ачиреале, базилика св. Себастьяна

Пьетро Паоло Васта (итал. Pietro Paolo Vasta; 31 июля 1697, Ачиреале — 28 ноября 1760, Ачиреале) — итальянский художник из Сицилии эпохи барокко.
Один из крупнейших живописцев школы т. н. «сицилийского барокко». Начал обучение художественному мастерству у Гиацинто Платания (1647—1720) в родном Ачиреале. Затем продолжил своё образование в Мессине у учеников Карло Маратты — братьев Паоло и Антонио Филокамо — и в Риме — у Луиджи Гарци.
После рождения своего первенца Алессандро (1724—1793), ставшего впоследствии также художником, в 1726 году женился на Изабелле Адами, от которой имел в общей сложности семерых детей. В 1731 году вернулся в Ачиреале. В связи с продолжавшимися восстановительными работами после землетрясения 1693 года в регионе Валь-ди-Ното имел много заказов. Полотна его можно увидеть в первую очередь в церквях Ачиреале и других городов Сицилии.